# 731 Sorga
731 Sorga este un asteroid din centura principală, descoperit pe 15 aprilie 1912, de Adam Massinger.